# فيرينك خواكيم
فيرينك خواكيم (بالمجرية: Joachim Ferenc)‏ هو رسام مجري، ولد في 21 مايو 1882 في سيجد في المجر، وتوفي في 16 سبتمبر 1964 في جيولا ، المجر في المجر.